# Międzyrzecze Dunaju i Cisy
Międzyrzecze Dunaju i Cisy (554.4; węg. Duna–Tisza köze) – jedna z dwóch głównych części, na które dzieli się tradycyjnie Wielką Nizinę Węgierską (druga to Kraj Zacisański - Tiszántul). Międzyrzecze Dunaju i Cisy leży między tymi dwiema wielkimi rzekami, które na Nizinie płyną równolegle do siebie w odległości 80–100 km. Rozciąga się na osi północ-południe i stanowi zachodnią część Niziny. Międzyrzecze dzieli się zwykle na trzy mniejsze jednostki: 
1. Dolina Dunaju – szerokości 20–30 km, ciągnąca się wzdłuż rzeki od Zakola Dunaju do (w przybliżeniu) granicy węgiersko-serbskiej. Ma płaską powierzchnię, występują na niej torfowiska i piaszczyste wydmy. Do czasu regulacji Dunaju i obudowania go wałami przeciwpowodziowymi dolina ta była jego terasą zalewową, pełną meandrów i starorzeczy oraz silnie zabagnioną (największe bagna - Solti-lapály na południe od Budapesztu). Obecnie, po osuszeniu bagien, dolina Dunaju jest właściwie jednym wielkim ogrodem warzywnym, o czym decydują żyzne gleby (mady), ciepły klimat i duże nasłonecznienie. Unikalnym w skali europejskiej reliktem lasów łęgowych, występujących w dolinie Dunaju przed regulacją, jest las Gemenc w krainie Sárköz na zachodnim brzegu Dunaju.
2. Właściwe międzyrzecze Cisy i Dunaju – obszar położony między dolinami tych rzek, które na terenie Węgier płyną równolegle do siebie z północy na południe. Na północy, na obszarze sąsiadującym ze Średniogórzem Północnowęgierskim, dominują gleby lessowe, w leżącej bardziej na południe Małej Kumanii (Kiskunság) - piaski, na południu, już na terenach Baczki - znów lessy. Mała Kumania jest najwyżej wyniesioną częścią Międzyrzecza - przeciętnie 30–50 m ponad dna dolin Dunaju i Cisy, czyli około 130 m n.p.m.; maksymalnie do 172 m n.p.m. (wzgórze Ólom-hegy koło miasta Baja). Jest to kraina rolnicza, w Małej Kumanii jest więcej pastwisk.
3. Dolina Cisy – rozciąga się od stóp Gór Tokajsko-Slańskich do południowych granic Węgier. Do czasu regulacji pod koniec XIX wieku Cisa płynęła szeroką doliną (znacznie szerszą, niż dolina Dunaju) pełną jezior, meandrów, starorzeczy i bagnisk. Coroczne powodzie, zalewające wielkie obszary Niziny, powodowały cykliczne zmiany koryta rzeki i nanoszenie nowych osadów. Obecnie Cisa została uregulowana i otoczona wałami przeciwpowodziowymi, zbudowano również dwa wielkie zbiorniki retencyjne (Tiszalök i Kisköre), które w zasadzie wyeliminowały powodzie. Dolina Cisy została osuszona i zamieniona na użytki rolnicze. W północnej części doliny Cisy, między rzeką a Średniogórzem Północnym, leży kilka krain - równiny Borsod i Heves u stóp Gór Bukowych i Jazygia (Jaszság) na południe od Mátry, nad rzeką Zagyva.